# František Pácal
František Pácal, též známý jako Franz Pácal (4. prosince 1865 Litomyšl – 19. října 1938 Praha) byl český operní pěvec s hlasem v tenorovém oboru. Je interpretem prvních českojazyčných nahrávek na gramofonových deskách z roku 1900.

## Život
Byl synem sládka, ale když se projevily jeho hudební vlohy, dali ho rodiče na hudební studia. Začal navštěvovat Pražskou konzervatoř, kde studoval hru na housle. Po čtyřech letech ale musel studia ukončit, aby se uživil, a stal se tedy členem plukovní kapely.
Nakonec se ale rozhodl vydat na jevištní dráhu. V letech 1887 až 1892 působil v orchestru Národního divadla jako houslista. Prošel výukou u několika učitelů zpěvu, např. u Josefa Lva a později u Gustava Waltera a již tehdy nastudoval větší pěvecké role v Národním divadle, např. Jeníka nebo Turiddua.
Následně odešel do Německa a zpíval ve sborech divadel v Kolíně nad Rýnem a Brémách, kde plnil také menší sólové povinnosti, což platilo i o jeho angažmá ve Štýrském Hradci v letech 1894 až 1895.
V roce 1895 nastoupil do Dvorní opery ve Vídni, kde konečně prorazil. V představení Viléma Tella zpíval drobnou roli rybáře Ruodiho. Jeho výstup začíná za scénou. Pácal zaujal svým zdánlivě neznámým hlasem, a když se tento stále ještě sborista objevil konečně na scéně, dostal se definitivně do povědomí diváků.
Od té doby dostával již větší role, a to až do roku 1905, kdy Vídeň opustil. Znovu se vrátil do Národního divadla, kde po několika pohostinských vystoupeních získal stálé angažmá, v němž poprvé vystoupil jako Dalibor. Zůstal pak členem Národního divadla do roku 1909, kdy navzdory platné smlouvě soubor opustil. Divadlo u soudu požadovalo dodržení smlouvy, v prosinci 1911 se domohlo odškodnění ve výši 14 tisíc korun.
Dále působil v Rize a v letech 1911 až 1913 v Poznani. V roce 1912 byl ředitelem kabaretu U Labutě a hostoval v Divadle na Vinohradech.
Měl silný a dobře školený hlas, za kterým ale zaostávalo jeho šablonovité herectví.
Jeho uměleckou dráhu přerušila první světová válka. Během ní byl vedoucím obilního úřadu v Praze a po válce působil jako úředník v Prešově.
Na Slovensko se dostal v roce 1919, kdy narukoval jako dobrovolník do sokolských pluků, které bojovaly proti vojskům maďarských komunistů v maďarsko-československé válce. V srpnu 1919 se účastnil dobytí Petržalky.
Konec života strávil v Nepomuku, zemřel 19. října 1938 v pražské Všeobecné nemocnici. Pohřben byl na vinohradském hřbitově.

## Repertoár
Nastudoval množství rolí z českého i světového repertoáru. Zpíval například Dalibora, Jeníka v Prodané nevěstě, Otella, Turiddua v Sedláku kavalírovi, Lohengrina, Vaska de Gamu v Afričance nebo Fausta.
Byl prvním českým interpretem, který nahrával na nově vynalezené gramofonové desky. Jeho první nahrávky pocházejí již z roku 1900 a zaznamenané jsou na nosiče samotného vynálezce gramofonu Emile Berlinera.
Na gramofonových nahrávek ze začátku 20. století je zaznamenáno několik málo jeho výstupů, např. v Hubičce nebo Prodané nevěstě, a také při zpěvu národních písní. Nahrávka písně Kdo by tě Mařenko nemiloval? nově vyšla v antologii The First Opera Recordings 1895-1902 – A Survey hudebního vydavatelství Symposium.
Byl mimo jiné interpretem jedné z prvních nahrávek písně Kde domov můj, pozdější české hymny, a to již v roce 1901.

### Reference

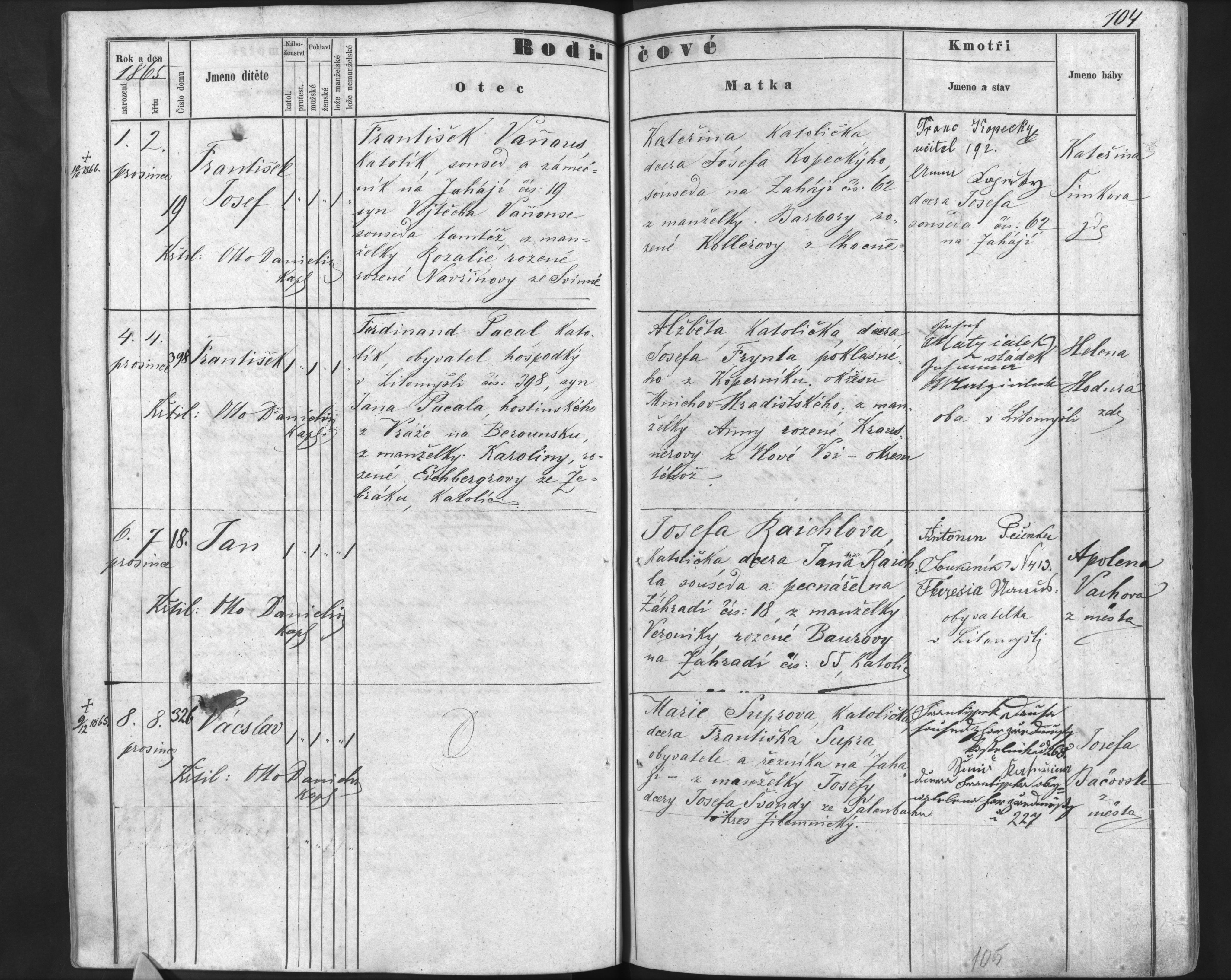
Záznam v matrice o narození Františka Pácala